# Phelister geometricus
Phelister geometricus är en skalbaggsart som beskrevs av Thomas Casey 1893. Phelister geometricus ingår i släktet Phelister och familjen stumpbaggar. Inga underarter finns listade i Catalogue of Life.